# 青蛙喷泉 (罗马)
青蛙喷泉（Fontana delle Rane）位于意大利罗马的里雅斯特区明乔广场（Piazza Mincio）的中心,即所谓的科佩德街区（quartiere Coppedè）。
1915-1927年，建筑师吉诺·科佩德在的里雅斯特区建造了这个住宅区，包括一组宫殿和建筑，但错误地命名为“街区”（quartiere），当时称为“萨沃亚区”（“quartiere Savoia”），后来改以科佩德的名字命名。建筑风格融合了中世纪、文艺复兴、巴洛克和新艺术运动以及希腊古典主义的元素，围绕明乔广场为中心。广场中心有一个装饰性的喷泉，工艺精细，由建筑师于1924年亲自设计并建造，,为完美的新巴洛克风格。水池由一个中央喷口和水池边缘的八只青蛙向中央喷射。

整个作品让人想起位于马泰广场的乌龟喷泉，人们一致认为这是对贝尼尼喷泉的致敬。

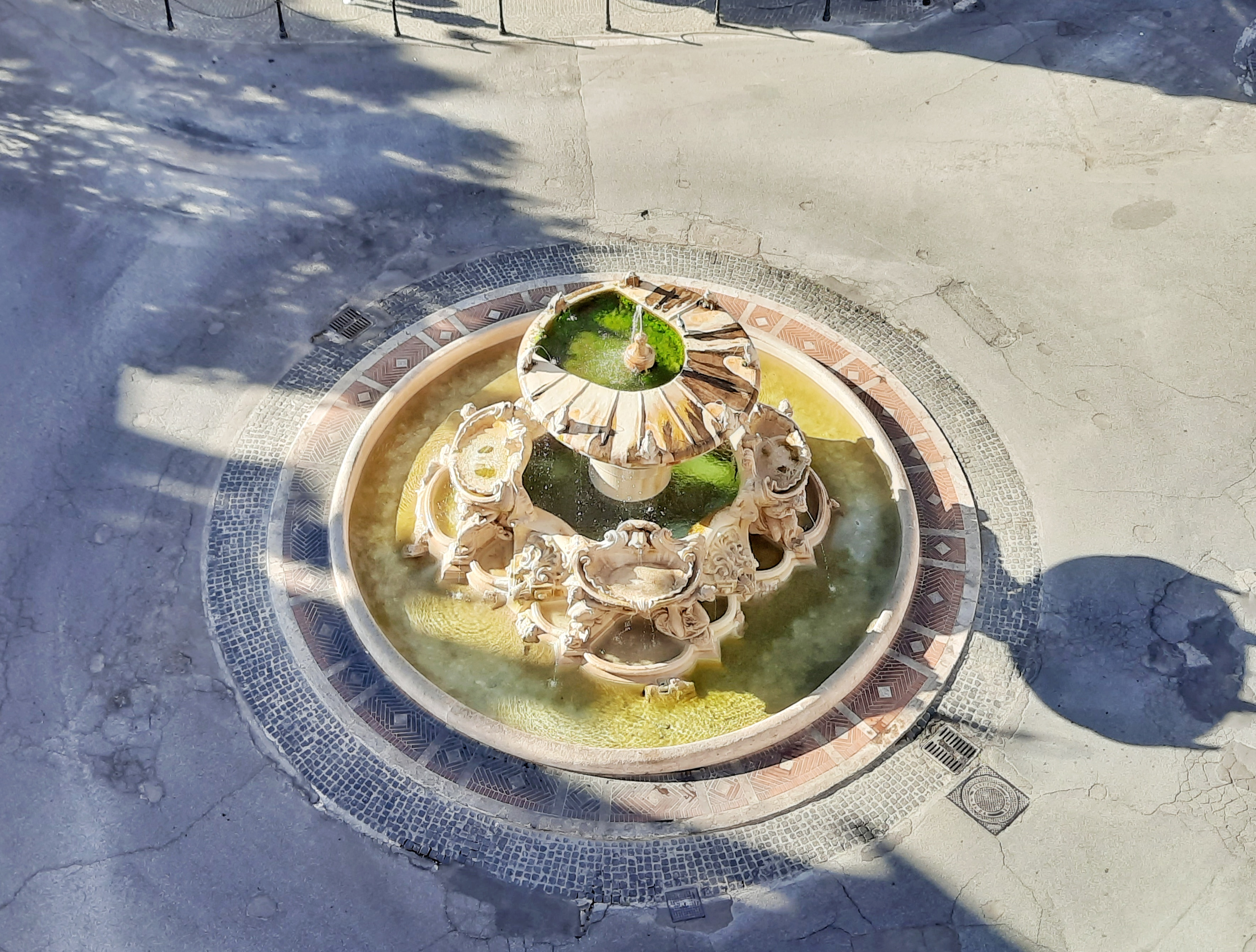
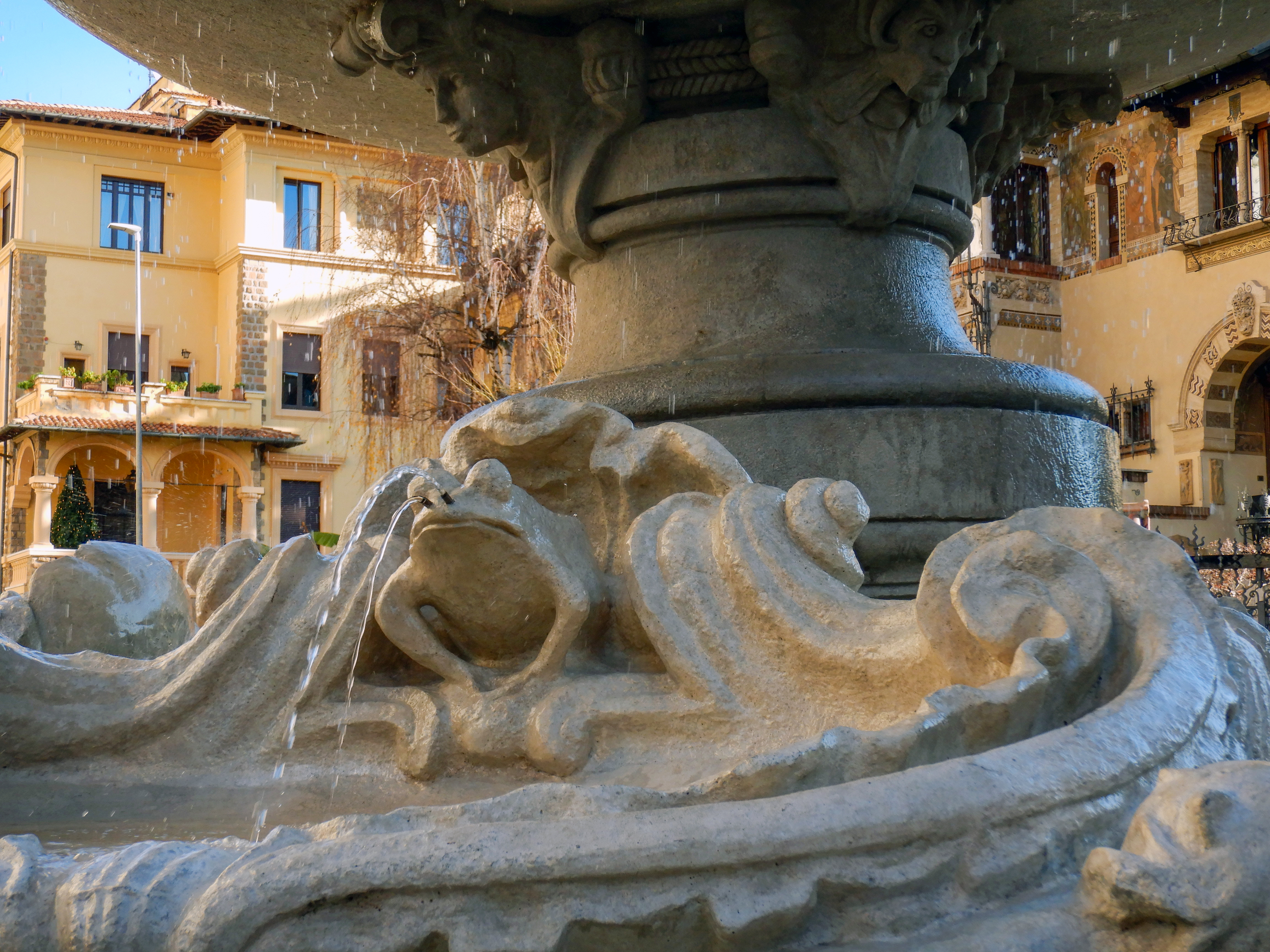
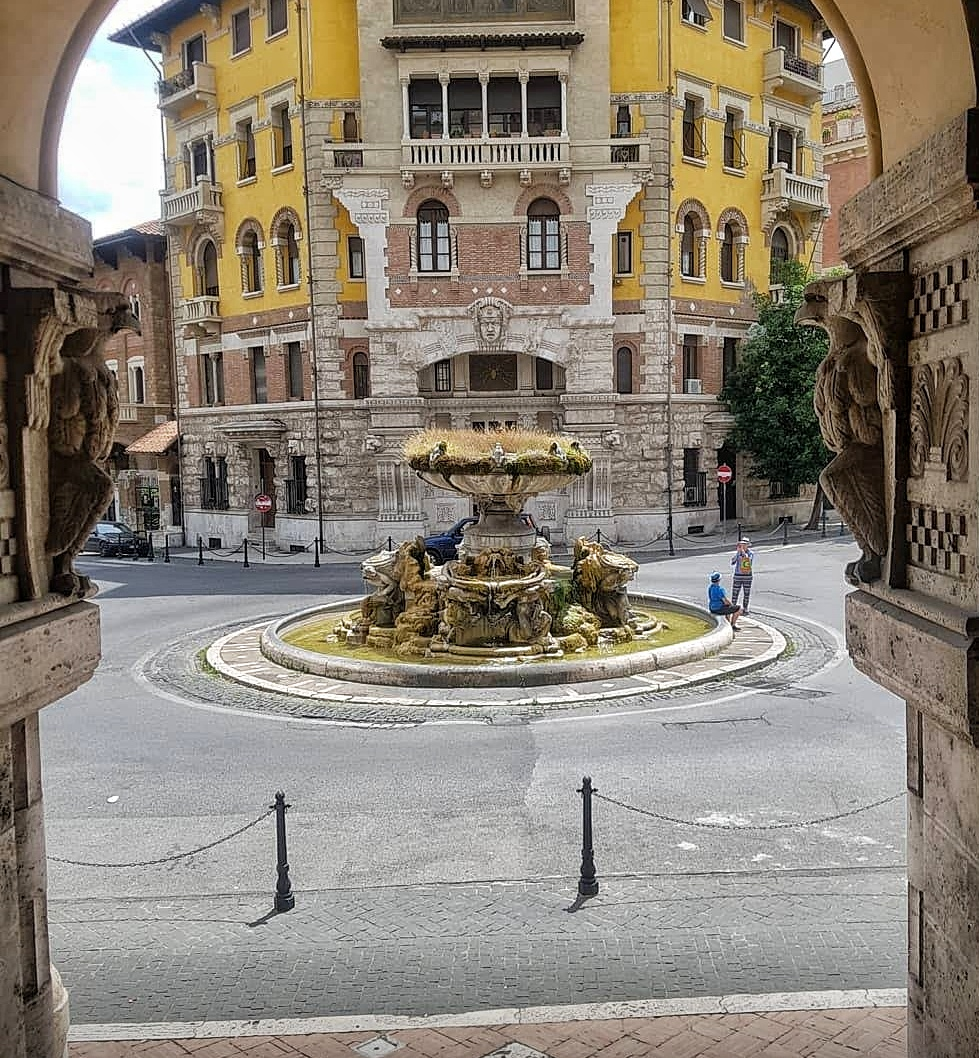